# Ernst Feuerbaum
Ernst Feuerbaum (* 6. August 1926; † 24. September 2014 in Füssen) war ein deutscher Betriebswirt.

## Leben
Feuerbaum stammte aus einer Handwerkerfamilie. Im Jahre 1944 kam er an die Ostfront, als Kriegsgefangener verbrachte er mehr als drei Jahre in einem sowjetischen Gefangenenlager. Im Anschluss an seine Rückkehr studierte er Wirtschaftswissenschaften. Im Juli 1953 promovierte er an der Universität zu Köln im Fach Betriebswirtschaftslehre. Nach dem Studium verbrachte er über 10 Jahre bei der Uhde GmbH, zuletzt als Bereichsleiter EDV. Er war verheiratet mit Irene Feuerbaum geb. Gotzen.
Nebenberuflich übernahm er einen Lehrauftrag als Honorarprofessor an der Universität Dortmund (Betriebswirtschaftslehre und internationales Steuerrecht). Im Jahre 1986 fand er Zugang zu den Religionswissenschaften, worüber er ein Buch verfasste.
Seine wirtschaftswissenschaftlichen Tätigkeitsfelder waren nationales und internationales Steuerrecht, Bilanztheorie, bilanzielle Eliminierung von Scheingewinnen, Controlling und elektronische Datenverarbeitung.
Er verstarb im Alter von 88 Jahren in Füssen.

## Schriften
Feuerbaums erstes Buch erschien im Jahre 1956. Sein erster Aufsatz erschien ersichtlich im Jahre 1964 im 16. Heft der Universität zu Köln unter den „Abhandlungen aus dem Industrieseminar“ von Gert von Kortzfleisch. Sein vielzitiertes Werk „Die polare Bilanz“ erschien 1966 und wird der Bilanztheorie zugeordnet. Es folgten zahlreiche Aufsätze in Fachzeitschriften. 1983 veröffentlichte er ein Buch über die internationale Besteuerung.